# Ochthebius irenae
Ochthebius irenae är en skalbaggsart som beskrevs av Ignacio Ribera och Aníbal Roberto Millán 1999. Ochthebius irenae ingår i släktet Ochthebius och familjen vattenbrynsbaggar. Inga underarter finns listade i Catalogue of Life.